# Giveon
Giveon Dezmann Evans (Long Beach, 21 de febrero de 1995), conocido como Giveon, es un cantante y compositor estadounidense de R&B.
En 2020, Giveon lanzó los EP, Take Time y When It's All Said and Done, el primero nominado a un Premios Grammy al Mejor Álbum de R&B y el segundo al Top 10 en la lista de los Mejores Álbumes de R&B de Estados Unidos. Lanzó «Heartbreak Anniversary», como el segundo sencillo de Take Time, que alcanzó el Top 40 en los Estados Unidos y fue certificado oro por la RIAA. En 2021, Giveon apareció en el sencillo de Justin Bieber «Peaches», que debutó en el número uno en las listas Global 200 y Billboard Hot 100.

## Primeros años
Giveon nació el 21 de febrero de 1995 en Long Beach, California.
Él le da crédito a su madre por empujarlo a explorar desde temprano amor por la música. Asistió a la escuela secundaria Politécnica de Long Beach e hizo un programa de educación musical en el Museo Grammy a los 18 años, donde se enamoró de Frank Sinatra, cuya voz lo inspiró.

## Carrera
Giveon lanzó su sencillo debut «Garden Kisses» en agosto de 2018. En noviembre de 2019, lanzó el sencillo «Like I Want You» poco antes de actuar como telonero de Snoh Aalegra en su Ugh, A Mini Tour Again en Europa y América del Norte.
En febrero de 2020, apareció en el sencillo de Drake «Chicago Freestyle», que solo se subió a SoundCloud y YouTube. En marzo de 2020, lanzó su EP debut, Take Time, bajo Epic Records y Not So Fast. El EP encabezó la lista Heatseekers Chart. Take Time también recibió elogios de los críticos de música contemporánea que lo llamaron «impresionante» y «pulido». En mayo de 2020, «Chicago Freestyle» fue lanzado para transmisión, junto con el mixtape Dark Lane Demo Tapes de Drake. La canción alcanzó el número 14 en el Billboard Hot 100, lo que le valió a Giveon su primer sencillo en las listas de Billboard. Además, se convirtió en un sencillo top 40 en el Reino Unido, Canadá, Nueva Zelanda y Suiza. En septiembre de 2020, anunció el lanzamiento de su segundo EP de cuatro pistas When It's All Said and Done, y poco después lanzó su sencillo principal «Stuck on You». Después de ser lanzado el 2 de octubre de 2020, el EP debutó en el número 93 en el Billboard 200. Posteriormente el sencillo «Like I Want You» fue certificado oro por la Recording Industry Association of America en diciembre de 2020. Durante este tiempo, obtuvo su primera nominación al premio Grammy cuando Take Time fue nominado como Mejor Álbum de R&B en los próximos Premios Grammy 2021. También hizo su debut televisivo en Jimmy Kimmel Live!.
Durante la semana del 27 de febrero de 2021, obtuvo su segunda y tercera entradas de Billboard Hot 100 con «Heartbreak Anniversary» y«Like I Want You», ingresando a la lista en los números 74 y 95, respectivamente. El 12 de marzo, lanzó el álbum recopilatorio, When It's All Said and Done ... Take Time, una combinación de sus dos primeros EP, que incluía una nueva canción titulada «All to Me». Una semana después, colaboró en «Peaches» de Justin Bieber para su álbum Justice.

## Estilo e influencias
Giveon es conocido por su voz de barítono. Está inspirado por la música jazz de las décadas de 1960 y 1970. Cita a Frank Sinatra, Frank Ocean y Sampha como algunas de sus mayores influencias.

## Discografía

### Álbumes de estudio
| Títulos                                  | Detalles | Posiciones en las listas | Posiciones en las listas | Posiciones en las listas | Posiciones en las listas | Posiciones en las listas | Posiciones en las listas | Posiciones en las listas | Posiciones en las listas |
| Títulos                                  | Detalles | EE. UU.                  | EE. UU. R&B /HH          | EE. UU. R&B              | Aus                      | CAN                      | FRA                      | NZ                       | UK                       |
| ---------------------------------------- | --- | ------------------------ | ------------------------ | ------------------------ | ------------------------ | ------------------------ | ------------------------ | ------------------------ | ------------------------ |
| When It's All Said and Done... Take Time | - Lanzamiento: 12 de marzo de 2021 - Discográfica: Epic, Not So Fast - Formato: CD, LP, Descarga digital, streaming               | 5                        | 3                        | 2                        | 32                       | 15                       | 185                      | 17                       | 87                       |
| Give or Take                             | - Lanzamiento: 24 de junio de 2022 - Discográfica: Epic Records, Not So Fast - Formato: CD, Cassette, Descarga digital, streaming | 11                       | 5                        | -                        | 30                       | 15                       | -                        | 19                       | 37                       |

### EPs
| Títulos                     | Detalles | Posiciones en las listas | Posiciones en las listas | Posiciones en las listas | Posiciones en las listas | Posiciones en las listas |
| Títulos                     | Detalles | EE. UU.                  | EE. UU. R&B /HH          | EE. UU. R&B              | CAN                      | NLD                      |
| --------------------------- | --- | ------------------------ | ------------------------ | ------------------------ | ------------------------ | ------------------------ |
| Take Time                   | - Lanzamiento: 27 de marzo de 2020 - Discográfica: Epic, Not So Fast - Formato: Descarga digital, streaming, LP  | 35                       | 19                       | 4                        | 49                       | 56                       |
| When It's All Said and Done | - Lanzamiento: 2 de octubre de 2020 - Discográfica: Epic, Not So Fast - Formato: Descarga digital, streaming, LP | 93                       | 45                       | 9                        | 86                       | —                        |

### Sencillos

#### Como artista principal
| Año  | Sencillo                 | Posiciones en las listas | Posiciones en las listas | Posiciones en las listas | Posiciones en las listas | Posiciones en las listas | Posiciones en las listas | Posiciones en las listas | Posiciones en las listas | Posiciones en las listas | Posiciones en las listas | Certificaciones          | Álbum                       |
| Año  | Sencillo                 | EE. UU.                  | EE. UU. R&B              | EE. UU. Adult R&B        | AUS                      | CAN                      | IRE                      | NLD                      | NZ                       | SWI                      | UK                       | Certificaciones          | Álbum                       |
| ---- | ------------------------ | ------------------------ | ------------------------ | ------------------------ | ------------------------ | ------------------------ | ------------------------ | ------------------------ | ------------------------ | ------------------------ | ------------------------ | ------------------------ | --------------------------- |
| 2018 | «Garden Kisses»          | —                        | —                        | —                        | —                        | —                        | —                        | —                        | —                        | —                        | —                        |                          | Sin álbum                   |
| 2018 | «Fields»                 | —                        | —                        | —                        | —                        | —                        | —                        | —                        | —                        | —                        | —                        |                          | Sin álbum                   |
| 2019 | «Like I Want You»        | 87                       | 10                       | 7                        | —                        | —                        | —                        | —                        | —                        | —                        | —                        | - RIAA: Oro              | Take Time                   |
| 2020 | «Heartbreak Anniversary» | 28                       | 5                        | 30                       | 12                       | 25                       | 40                       | 52                       | 2                        | 37                       | 39                       | - RIAA: Gold - RMNZ: Oro | Take Time                   |
| 2020 | «Stuck on You»           | —                        | 17                       | —                        | —                        | —                        | —                        | —                        | —                        | —                        | —                        |                          | When It's All Said and Done |
| 2021 | «For Tonight»            | 61                       | 17                       | 110                      | -                        | 78                       | -                        | -                        | 7                        | -                        | -                        |                          |                             |
| 2022 | «Lie Again»              | 9                        | 48                       | -                        | -                        | -                        | -                        | -                        | 16                       | -                        | -                        |                          | Give or Take                |
| 2022 | «Time»                   | -                        | -                        | -                        | -                        | -                        | -                        | -                        | -                        | -                        | -                        |                          |                             |

#### Como artista invitado
| Año  | Sencillo                                               | Posiciones en las listas | Posiciones en las listas | Posiciones en las listas | Posiciones en las listas | Posiciones en las listas | Posiciones en las listas | Posiciones en las listas | Posiciones en las listas | Posiciones en las listas | Posiciones en las listas | Certificaciones | Álbum                |
| Año  | Sencillo                                               | EE. UU.                  | AUS                      | CAN                      | FRA                      | IRE                      | ITA                      | NLD                      | NZ                       | SWI                      | UK                       | Certificaciones | Álbum                |
| ---- | ------------------------------------------------------ | ------------------------ | ------------------------ | ------------------------ | ------------------------ | ------------------------ | ------------------------ | ------------------------ | ------------------------ | ------------------------ | ------------------------ | --------------- | -------------------- |
| 2020 | «Chicago Freestyle» (Drake con Giveon)                 | 14                       | —                        | 13                       | 62                       | 9                        | 75                       | 75                       | 31                       | 34                       | 10                       | - BPI: Plata    | Dark Lane Demo Tapes |
| 2021 | «Peaches» (Justin Bieber con Daniel Caesar and Giveon) | 1                        | 2                        | 1                        | 46                       | 1                        | 33                       | 1                        | 1                        | 2                        | 3                        |                 | Justice              |
| 2021 | «In the Bible» (Drake con Lil Durk and Giveon)         | 7                        | 14                       | 18                       | 33                       | -                        | 86                       | -                        | -                        | -                        | 8                        |                 | Certified Lover Boy  |

### Otras canciones
| Año  | Sencillo                       | Posiciones en las listas | Posiciones en las listas | Posiciones en las listas | Álbum                                    |
| Año  | Sencillo                       | US Bub.                  | US R&B                   | NZ Hot                   | Álbum                                    |
| ---- | ------------------------------ | ------------------------ | ------------------------ | ------------------------ | ---------------------------------------- |
| 2020 | «Still Your Best»              | —                        | 18                       | —                        | When It's All Said and Done              |
| 2020 | «Last Time» (con Snoh Aalegra) | —                        | 25                       | —                        | When It's All Said and Done              |
| 2021 | «The Beach»                    | —                        | 25                       | —                        | When It's All Said and Done... Take Time |
| 2021 | «Favorite Mistake»             | —                        | 23                       | —                        | When It's All Said and Done... Take Time |
| 2021 | «All to Me»                    | 4                        | 12                       | 16                       | When It's All Said and Done... Take Time |

## Premios y nominaciones
| Año  | Premio              | Trabajo nominado        | Categoría | Resultado | Ref.   |
| ---- | ------------------- | ----------------------- | --------- | --------- | ------ |
| 2021 | Premios Grammy      | Mejor Álbum de R&B      | Take Time | Nominado  | [ 13 ] |
| 2021 | Premios NAACP Image | Artista nuevo destacado | El mismo  | Nominado  | [ 55 ] |